# Umberto Cassuto

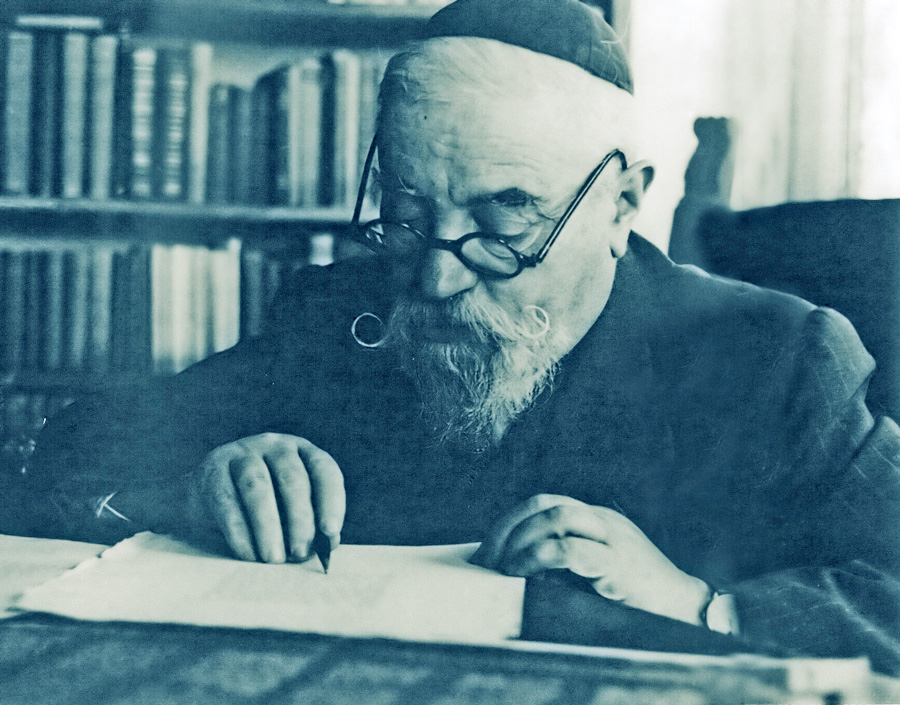
Umberto Cassuto in Jerusalem

Umberto Moshe David Cassuto (hebräisch משה דוד קָאסוּטוֹ Moše Dāwîd Cassuto; geboren 16. September 1883 in Florenz; gestorben 18. Dezember 1951 in Jerusalem) war ein italienisch-israelischer Historiker und Bibelwissenschaftler.

## Leben und Wirken
Cassuto wurde in Florenz als Sohn von Ernesta, geborene Namias (1859–1941) und Gustavo Cassuto (1853–1931) in eine traditionelle jüdische Familie geboren. Er studierte parallel an der Universität von Florenz, wo er seine Studien 1906 abschloss, und am Rabbiner-Seminar, wo er 1908 zum Rabbiner ordiniert wurde. Bis 1922 war er für die Jüdische Gemeinde in Florenz tätig, zunächst als Sekretär, dann als Vizerabbiner. Von 1922 bis 1925 war er Oberrabbiner, verzichtete aber auf das Amt, als er 1925 zum Professor für Hebräische Sprache und Literatur an der Universität Florenz berufen wurde. 1933 wurde er Professor für Hebräisch und Vergleichende Semitistik an der römischen Sapienza. In seiner römischen Zeit bearbeitete er die hebräischen Handschriften des Fonds der Bibliotheca Palatina. Sein Katalog der hebräischen Handschriften 1–115 der Biblioteca Apostolica Vaticana erschien erst 1956, einige Jahre nach seinem Tod. Wegen der faschistischen Rassengesetzgebung verlor er 1938 seinen Lehrstuhl. Selbst lebenslang Zionist, folgte Cassuto 1939 einem Ruf als Bibelwissenschaftler an die Hebräische Universität Jerusalem, wo er bis zu seinem Tode 1951 lehrte. Er war 1945 mit seiner Familie, unter anderen Tochter Leah Rocca-Cassuto und Enkel David Cassuto, Mitbegründer der Jerusalemer Synagogengemeinde des italienischen Minhags. Familienangehörige, die nicht emigrieren konnten, wurden Opfer des nationalsozialistischen Terrors im besetzten Italien, seine Schwiegertochter, die das Konzentrationslager überlebt hatte, fiel 1948 im arabisch-israelischen Krieg um Israels Unabhängigkeit.
Zu Beginn seiner wissenschaftlichen Laufbahn widmete er sich der Erforschung der italienisch-jüdischen Geschichte. Seine Schrift Gli ebrei a Firenze nell'età del Rinascimento („Die Juden in Florenz im Zeitalter der Renaissance“), 1918 veröffentlicht, wurde 1920 von der Accademia dei Lincei mit dem Preis für Geschichtswerke ausgezeichnet, der bedeutendsten wissenschaftlichen Auszeichnung Italiens, und Cassuto wurde im selben Jahr zum Cavaliere des italienischen Kronenordens ernannt. 1935 wurde er auch Korrespondierendes Mitglied der Akademie. Ab 1933 konzentrierte er sich vermehrt auf das Studium der Bibel. Als einer der ersten Ugarit-Experten zeigte er die vielfältigen Verbindungen, aber auch Abgrenzungen zur frühen kanaanitischen und biblischen Literatur auf. Schwerpunkt seiner Forschungsarbeit war das Buch Genesis. Er stellte sich gegen die zu seiner Zeit populär gewordene, vor allem von Julius Wellhausen vertretene Neuere Urkundenhypothese, die für die Genesis von drei ursprünglich separaten schriftlichen Quellen (Jahwist, Elohist und Priesterschrift) ausgeht.
Cassuto  begründete den Wechsel der Gottesbezeichnungen inhaltlich, so träte JHWH immer dort auf, wo es um eine persönliche Zuwendung Gottes den Menschen gegenüber kam, während Elohim immer dort stünde, wo es um Gott als den Schöpfer oder aber in einem abstrakteren Sinne ginge.
Cassuto nahm stattdessen eine epische Grundlage (epic substratum) an, in die von einem Redaktor verschiedene mündlich tradierte Erzählungen kunstvoll eingewoben wurden.

## Werke (Auswahl)
- The Documentary Hypothesis and the Composition of the Pentateuch: Eight Lectures by U. Cassuto. Translated from the Hebrew by Israel Abrahams. Magnes Press, Hebrew University, Jerusalem 1961
- A Commentary on the book of Genesis. From Adam to Noah.  Volume 1. Translated from the Hebrew by Israel Abrahams. Magnes Press, Hebrew University, Jerusalem 1961–1964, ISBN 978-965-223-480-3
- A Commentary on the book of Genesis. From Noah to Avraham.Volume 2. Translated from the Hebrew by Israel Abrahams. Magnes Press, Hebrew University, Jerusalem 1961–1964, ISBN 978-965-223-540-4
- A Commentary on the book of Exodus. Translated from the Hebrew by Israel Abrahams. Pp. xvi, 509. Magnes Press, Hebrew University, Jerusalem 1967
- Biblical and Oriental Studies. Translated from the Hebrew and Italian by Israel Abrahams. 2 vols. Magnes Press, Hebrew University, Jerusalem 1973–1975